# Lijst van nummer 1-albums in de Billboard 200 in 2013
Onderstaande albums stonden in 2013 op nummer 1 in de Billboard 200, de bekendste Amerikaanse albumlijst.
| Datum        | Artiest                 | Titel                                                         |
| ------------ | ----------------------- | ------------------------------------------------------------- |
| 5 januari    | Taylor Swift            | Red                                                           |
| 12 januari   | Taylor Swift            | Red                                                           |
| 19 januari   | Les Misérables          | Les Misérables: Highlights from the motion picture soundtrack |
| 26 januari   | Chris Tomlin            | Burning lights                                                |
| 2 februari   | A$AP Rocky              | Long.live.A$AP                                                |
| 9 februari   | Gary Allan              | Set you free                                                  |
| 16 februari  | Justin Bieber           | Believe acoustic                                              |
| 23 februari  | Josh Groban             | All that echoes                                               |
| 2 maart      | Mumford & Sons          | Babel                                                         |
| 9 maart      | Mumford & Sons          | Babel                                                         |
| 16 maart     | Bruno Mars              | Unorthodox jukebox                                            |
| 23 maart     | Luke Bryan              | Spring break... Here to party                                 |
| 30 maart     | Bon Jovi                | What about now                                                |
| 6 april      | Justin Timberlake       | The 20/20 experience                                          |
| 13 april     | Justin Timberlake       | The 20/20 experience                                          |
| 20 april     | Justin Timberlake       | The 20/20 experience                                          |
| 27 april     | Paramore                | Paramore                                                      |
| 4 mei        | Fall Out Boy            | Save rock and roll                                            |
| 11 mei       | Michael Bublé           | To be loved                                                   |
| 18 mei       | Kenny Chesney           | Life on a rock                                                |
| 25 mei       | Lady Antebellum         | Golden                                                        |
| 1 juni       | Vampire Weekend         | Modern vampires of the city                                   |
| 8 juni       | Daft Punk               | Random access memories                                        |
| 15 juni      | Daft Punk               | Random access memories                                        |
| 22 juni      | Queens of the Stone Age | ...Like clockwork                                             |
| 29 juni      | Black Sabbath           | 13                                                            |
| 6 juli       | Kanye West              | Yeezus                                                        |
| 13 juli      | Wale                    | The Gifted                                                    |
| 20 juli      | J. Cole                 | Born sinner                                                   |
| 27 juli      | Jay-Z                   | Magna carta... Holy grail                                     |
| 3 augustus   | Jay-Z                   | Magna carta... Holy grail                                     |
| 10 augustus  | Selena Gomez            | Stars dance                                                   |
| 17 augustus  | Robin Thicke            | Blurred lines                                                 |
| 24 augustus  | The Civil Wars          | The Civil Wars                                                |
| 31 augustus  | Luke Bryan              | Crash my party                                                |
| 7 september  | Luke Bryan              | Crash my party                                                |
| 14 september | Avenged Sevenfold       | Hail to the king                                              |
| 21 september | Ariana Grande           | Yours truly                                                   |
| 28 september | Keith Urban             | Fuse                                                          |
| 5 oktober    | Jack Johnson            | From here to now to you                                       |
| 12 oktober   | Drake                   | Nothing was the same                                          |
| 19 oktober   | Justin Timberlake       | The 20/20 experience - 2 of 2                                 |
| 26 oktober   | Miley Cyrus             | Bangerz                                                       |
| 2 november   | Pearl Jam               | Lightning bolt                                                |
| 9 november   | Katy Perry              | Prism                                                         |
| 16 november  | Arcade Fire             | Reflektor                                                     |
| 23 november  | Eminem                  | The Marshall Mathers lp 2                                     |
| 30 november  | Lady Gaga               | Artpop                                                        |
| 7 december   | Eminem                  | The Marshall Mathers lp 2                                     |
| 14 december  | One Direction           | Midnight memories                                             |
| 21 december  | Garth Brooks            | Blame it all on my roots: Five decades of influences          |
| 28 december  | Beyoncé                 | Beyoncé                                                       |

1945 ·
1946 ·
1947 ·
1948 ·
1949 ·
1950 ·
1951 ·
1952 ·
1953 ·
1954 ·
1955 ·
1956 ·
1957 ·
1958 ·
1959 ·
1960 ·
1961 ·
1962 ·
1963 ·
1964 ·
1965 ·
1966 ·
1967 ·
1968 ·
1969 ·
1970 ·
1971 ·
1972 ·
1973 ·
1974 ·
1975 ·
1976 ·
1977 ·
1978 ·
1979 ·
1980 ·
1981 ·
1982 ·
1983 ·
1984 ·
1985 ·
1986 ·
1987 ·
1988 ·
1989 ·
1990 ·
1991 ·
1992 ·
1993 ·
1994 ·
1995 ·
1996 ·
1997 ·
1998 ·
1999 ·
2000 ·
2001 ·
2002 ·
2003 ·
2004 ·
2005 ·
2006 ·
2007 ·
2008 ·
2009 ·
2010 ·
2011 ·
2012 ·
2013 ·
2014 ·
2015 ·
2016 ·
2017 ·
2018 ·
2019
- Nederland
- Nederland (Album Top 40)
- Vlaanderen
- Verenigd Koninkrijk
- Verenigde Staten